# Polydesmus genuensis
Polydesmus genuensis är en mångfotingart som beskrevs av Pocock 1894. Polydesmus genuensis ingår i släktet Polydesmus och familjen plattdubbelfotingar. Inga underarter finns listade i Catalogue of Life.